# Saint-Luc-de-Vincennes
Saint-Luc-de-Vincennes är en kommun i provinsen Québec i Kanada. Den ligger i regionen Mauricie, i den sydöstra delen av landet, 280 km öster om huvudstaden Ottawa.